# Uclesia varicornis
Uclesia varicornis är en tvåvingeart som beskrevs av Charles Howard Curran 1927. Uclesia varicornis ingår i släktet Uclesia och familjen parasitflugor.
Artens utbredningsområde är North Dakota. Inga underarter finns listade i Catalogue of Life.